# Cabo Rozewie
El cabo Rozewie (en polaco: Przyladek Rozewie) es un promontorio del noreste de Europa, localizado en la costa báltica de Polonia, en el voivodato de Pomerania. Se pensaba antes que era el punto más al norte de Polonia, pero desde las mediciones realizadas en diciembre de 2000, esa distinción corresponde ahora a una playa cercana en Jastrzębia Góra, marcada por el Obelisco de la "Estrella septentrional" en la cima del acantilado. Rozewie es el lugar donde se ubica un faro y una reserva natural. Tanto Rozewie como Jastrzębia Góra son partes de la ciudad de Władysławowo.